# فيروسات كيسية
الفيروسات الكيسية (بالإنجليزية: Cystoviridae)‏ هو جنس من الفيروسات 'ثنائية سلسلة الرنا' و التي تصيب بعض البكتيريا سلبية الغرام.

## وصلات خارجية
- نطاق فيروسي: فيروسات كيسية